# Wojskowa Akademia Łączności im. marszałka Związku Radzieckiego S.M. Budionnego
Wojskowa Akademia Łączności im. marszałka Związku Radzieckiego S.M. Budionnego (ros. Военная академия связи имени Маршала Советского Союза С. М. Будённого, ВАС им. Буденного) – radziecka i rosyjska uczelnia wojskowa, kształcąca specjalistów w zakresie łączności na potrzeby armii, floty i instytucji rządowych Związku Radzieckiego, następnie Federacji Rosyjskiej.

## Historia
Rozkazem republiki nr 1872 z 8 listopada 1919 utworzono Wyższą Wojskową Szkołę Elektrotechniczną Korpusu Dowódczego RChACz. Datę przyjęto jako dzień utworzenia Wojskowej Akademii Łączności.
W kwietniu 1921 Rewolucyjny Komitet Wojskowy zreorganizował Pierwsze Radzieckie Wojskowe Kursy Elektrotechniczne Korpusu Dowódczego RChACz przy Wyższej Wojskowej Szkole Elektrotechnicznej.
W czerwcu 1921 nastąpiła kolejna reorganizacja – powstała Wojskowa Elektrotechniczna Akademia RChACz i Flot.
W kwietniu 1925 Rada Komisarzy Ludowych ZSRR wydała rozporządzenie o połączeniu artyleryjskiej, wojskowo-inżynieryjnej i elektrotechnicznej akademii w Wojskową Akademię Techniczną celem przygotowania korpusu dowódczego z wyższym wojskowym wykształceniem technicznym. Akademii nadano imię Feliksa Dzierżyńskiego.
21 maja 1932 Komisja Obrony przy Radzie Komisarzy Ludowych ZSRR przyjęła rozporządzenie o zorganizowaniu szeregu nowych specjalnych akademii wojskowych, wśród których była Wojskowa Akademia Elektrotechniczna. W Akademii zorganizowano sześć fakultetów: dowódczy, radiotechniczny, sieci przewodowych, energetyczny, elektromechaniczny i przemysłowy. Ponadto w skład Akademii wchodziły Kursy Doskonalące Wyższej Kadry Dowódczej Łączności (ros. КУВНАС). W 1933 zorganizowano Wieczorowy Fakultet Łączności.
1 kwietnia 1933 Akademię podporządkowano Szefowi Łączności Armii Czerwonej.
W dzień 50 urodzin członka Wojskowej Rady Rewolucyjnej S. Budionnego rozkazem Wojskowej Rady Rewolucyjnej z 25 kwietnia 1933 akademia otrzymała jego imię.
7 maja 1932 na przedmieściu Leningradu, na prospekcie Benua (obecnie prospekt Tichoriecki) uroczyście rozpoczęto budowę miasteczka akademickiego; budowę zakończono w 1936 r.
Z początkiem 1941 r. akademia zostaje zreorganizowana w Wojskową Elektrotechniczną Akademię Łączności.
23 listopada 1941 rozporządzeniem Głównego Komitetu Obrony Akademię ewakuowano do Tomska. Pierwsze pociągi przybyły na miejsce 18 grudnia 1941, normalne zajęcia na wszystkich fakultetach rozpoczęto 12 stycznia 1942.
W kwietniu 1944 GKO postanowił reewakuować Akademię.
W październiku 1944 Prezydium Rady Najwyższej ZSRR przyjęło postanowienie o wręczeniu Akademii czerwonego sztandaru z napisem „Za naszą radziecką Ojczyznę” i „Wojskowa Elektrotechniczna Akademia Łączności im. S.M. Budionnego”.
7 listopada 1944 z okazji jubileuszu 25-lecia Akademię odznaczono Orderem Czerwonego Sztandaru, co znalazło od tej pory odzwierciedlenie w nazwie (Wojskowa Elektrotechniczna Akademia Łączności im. S.M. Budionnego odznaczona Orderem Czerwonego sztandaru).
W 1946 nastąpiła kolejna reorganizacja i zmiana nazwy: Wojskowa Akademia Łączności im. S.M. Budionnego odznaczona Orderem Czerwonego sztandaru.
W 1952 na bazie Akademii sformowano dwie różne: Wojskową Akademię Łączności (Dowódczą) i Wojskową Inżynieryjną Akademię Łączności im. S.M. Budionnego odznaczoną Orderem Czerwonego Sztandaru. W 1957 obie akademie połączono w Wojskową Akademię Łączności im. S.M. Budionnego odznaczoną Orderem Czerwonego Sztandaru.
W 1958 rząd zdecydował o wycofaniu imion osób żyjących w odniesieniu do instytucji, w tym wojskowych – Akademia została pozbawiona imienia S.M. Budionnego.
22 lutego 1968, z okazji 50 rocznicy powstania radzieckich Sił Zbrojnych Prezydium Rady Najwyższej ZSRR odznaczyło Akademię Orderem Lenina. W tym samym roku odsłonięto pomnik W. Czapajewa, który w 1942 przenieśli do budynku Akademii obrońcy miasta.
W sierpniu 1998 rozkazem Ministra Obrony Federacji Rosyjskiej Akademia została przekształcona w Wojskowy Instytut Łączności. Jednocześnie przyłączono do niego w charakterze fakultetu Petersburską Wyższą Wojskową Szkołę Inżynieryjną Łączności i jako filie Kemerowską Wyższą Wojskową Szkołę Dowódczą Łączności, Riazańską Wyższą Wojskową Szkołę Dowódczą Łączności i Uljanowską Wyższą Wojskową Szkołę Inżynieryjną.
W grudniu 2008 przywrócono nazwę Wojskowa Akademia Łączności im. marszałka Związku Radzieckiego S.M. Budionnego. Komendantem jest gen. por. Siergiej Kostariew (2020).